# Авдеевка
Авде́евка (укр. Авдіївка) — город в Покровском районе Донецкой области Украины, административный центр Авдеевской городской общины. До 2020 года был городом областного значения. Входит в Донецкую агломерацию. В значительной мере разрушен при вторжении России на Украину. С 17 февраля 2024 года оккупирован Россией.

## Географическое положение
Авдеевка расположена в 13 км к северу от Донецка, в верховьях реки Каменки (приток Кривого Торца, бассейн Северского Донца).

## История

### До революции 1917 года
В окрестностях города обнаружена в кургане каменная баба, что свидетельствует о пребывании в этих местах кочевников IX—XIII веков.
Первое поселение на территории современного города основали в середине XVIII века выходцы из Курской, Воронежской и Полтавской губерний Российской империи.
В 1778 году по распоряжению новороссийского губернатора созданное село стало государственной собственностью, его назвали по имени первого поселенца Авдеевки.
По данным на 1859 год в казённом селе Бахмутского уезда Екатеринославской губернии проживало 2299 человек (1180 мужского пола и 1119 — женского), насчитывалось 450 дворовых хозяйств, существовали православная церковь и почтовая станция. По состоянию на 1886 год в бывшем государственном селе, центре Авдеевской волости, проживало 3087 человек, насчитывалось 555 дворовых хозяйств, существовали православная церковь и школа, проходили 2 ярмарки в год.
В середине 1880-х годов через местность, на которой теперь расположен город, прошла Екатерининская железная дорога, здесь построили железнодорожную станцию. По переписи 1897 года число жителей возросло до 2153 человек (1282 мужского пола и 871 — женского), из которых 2057 — православные. В 1908 году в селе проживало 5475 человек (2736 мужского пола и 2739 — женского), насчитывалось 865 дворовых хозяйств.

### Революция и Гражданская война
В апреле 1920 года отряд махновцев напал на железнодорожную станцию Авдеевка, на которой уничтожили железнодорожное имущество и телефонные аппараты. В ноябре 1920 года Нестор Махно приказал отряду Феодосия Щуся занять станцию и посёлок при ней.

### Советский период
Авдеевка пострадала в результате массового голода в УССР в 1932—1933 годах, количество установленных жертв в Авдеевских 1-м и 2-м поселковых советах — 485 человек. В 1938—1962 годах Авдеевка была центром Авдеевского района. Статус города Авдеевка получила в 1956 году в результате слияния двух посёлков городского типа — Авдеевки Первой и Авдеевки Второй.
В Авдеевке родился и вырос писатель Михаил Макарович Колосов (1923—1996), описавший родные места во многих своих произведениях («Карповы эпопеи», «Платонов тупик» и другие).
28 ноября 1990 года Авдеевка получила статус города областного подчинения.

### Российско-украинская война

#### Вооружённый конфликт в Донбассе
С 2014 года является прифронтовым городом в связи с войной в Донбассе. В том же году Авдеевка на 4 месяца попала под контроль пророссийских сил, но потом контроль над ней вернули Вооружённые силы Украины. С тех пор город находился под обстрелами со стороны ДНР. В частности, обстрелы Авдеевского коксохимического завода привели к его временному закрытию и были чреваты экологической катастрофой. Вместе с этим шло восстановление города, и многие предприятия в нём продолжали работу.
В 2017 году шли активные бои за Авдеевку.
13 декабря 2020 года, впервые с 2014 года, Украинская железная дорога запустила поезд до Авдеевки, продлив действующий маршрут «Киев—Покровск», а с июня 2021 года — и региональный поезд по маршруту «Днепр—Авдеевка».

#### Вторжение России на Украину

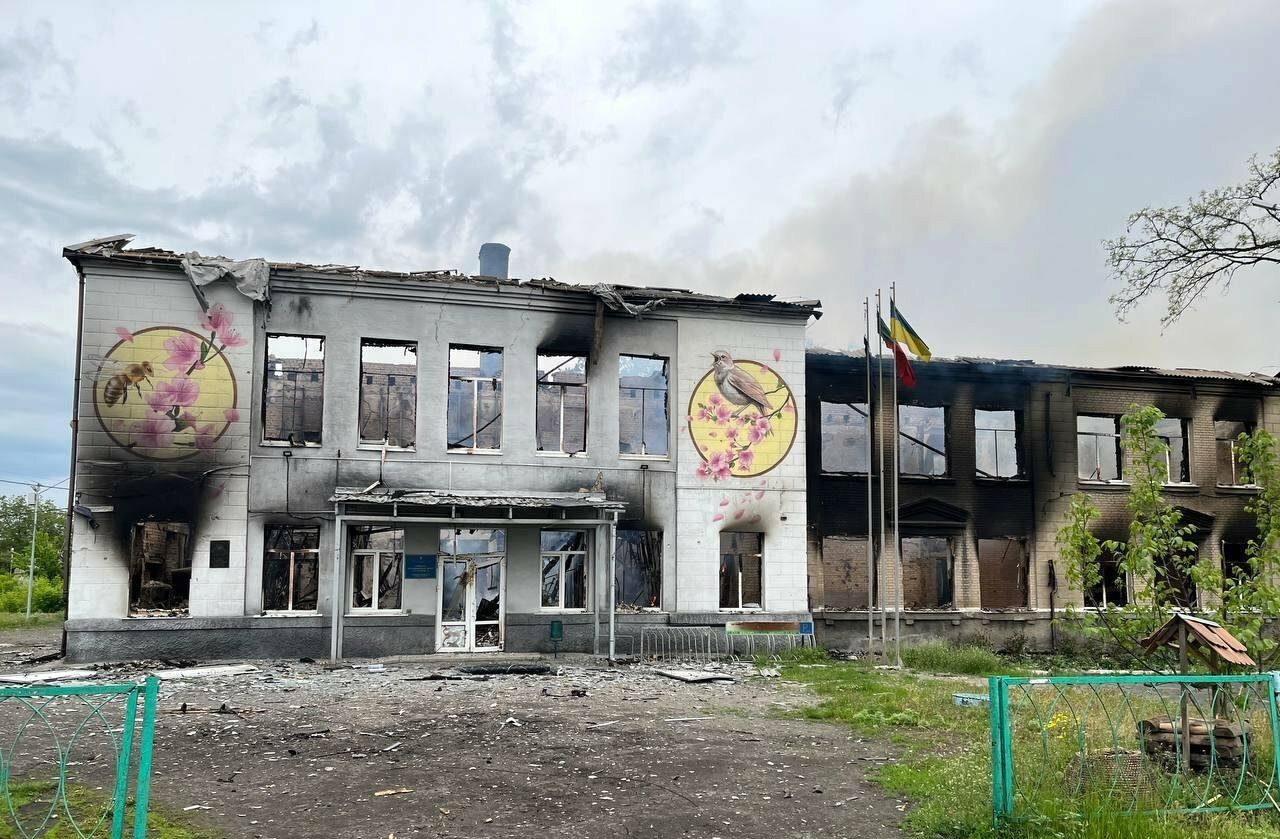
Школа № 1 Авдеевки после обстрела ВС России 18 мая 2022 года

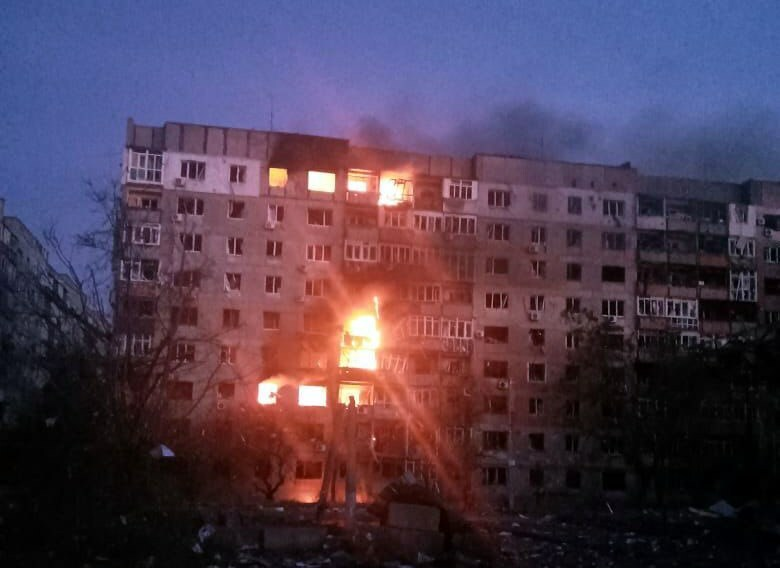
Дом в Авдеевке после обстрела в октябре 2023 года

После начала вторжения России в Украину в 2022 году за город возобновились активные бои. Российская армия пыталась захватить Авдеевку, так как она стоит на пути от Донецка на Константиновку, Краматорск и Славянск, а бои за неё оттягивали украинские войска из Запорожской области и окрестностей Бахмута. Кроме того, к осени 2023 года Авдеевка с окрестностями образовала выступ территории, подконтрольной Украине, вглубь территории, подконтрольной России.
По словам главы Донецкой облгосадминистрации Павла Кириленко, 26 марта 2022 года фосфорными боеприпасами была обстреляна промзона Авдеевки, 26 апреля — район коксохимического завода, а на следующее утро — центр города, что вызвало несколько пожаров. 29 апреля появились данные об использовании российскими войсками под Авдеевкой термобарических боеприпасов. 18 мая 2022 года российская армия уничтожила фосфорными боеприпасами Авдеевскую школу № 1 (жертв не было).
Зимой — весной 2023 года российская армия начала систематические авиабомбардировки Авдеевки, которая к тому времени оказалась в полуокружении. На март 2023 года, по словам главы городской администрации Виталия Барабаша, в городе не осталось ни одного целого здания и была полностью разрушена инфраструктура. По его же данным, к маю из довоенного населения 35 тысяч в Авдеевке осталось 1778 человек, а к октябрю — 1620.
10 октября 2023 года российская армия начала массированный штурм города.
16 февраля 2024 года ВСУ покинули Авдеевку во избежание окружения. Разрушенный город оккупирован российской армией.

## Население

### Численность населения
Количество на начало года.
| Год  | Количество жителей |
| ---- | ------------------ |
| 1859 | 2299               |
| 1885 | 3087               |
| 1897 | 6739               |
| 1908 | 5475               |
| 1939 | 17 288             |
| 1956 | 18 900             |
| 1959 | 18 206             |
| 1964 | 25 000             |
| 1970 | 29 181             |
| 1979 | 34 795             |
| 1989 | 39 833             |
| 1992 | 40 200             |
| 1994 | 40 000             |
| 1998 | 38 400             |
| 2001 | 37 210             |
| 2004 | 36 600             |
| 2007 | 36 200             |
| 2009 | 35 890             |
| 2010 | 35 649             |
| 2011 | 35 358             |
| 2012 | 35 257             |
| 2013 | 35 128             |
| 2014 | 35 090             |
| 2015 | 34 728             |
| 2016 | 34 238             |
| 2017 | 33 921             |
| 2018 | 33 311             |
| 2019 | 32 843             |
| 2020 | 32 436             |
| 2021 | 31 940             |

Рождаемость — 7,1 на 1000 человек, смертность — 16,0, естественная убыль — −8,9, сальдо миграции отрицательное (-0,1 на 1000 человек).

### Национальный состав
Данные переписи населения 2001 года
| N | Национальность | Количество | Уд. вес (%) |
| - | -------------- | ---------- | ----------- |
| 1 | Украинцы       | 23 636     | 63,47       |
| 2 | Русские        | 12 553     | 33,71       |
| 3 | Белорусы       | 343        | 0,92        |
| 4 | Греки          | 206        | 0,55        |
|   | Всего          | 37 237     | 100,00      |

### Языковой состав
Родной язык населения по данным переписи 2001 года:
| Язык       | Численность, чел. | Доля     |
| ---------- | ----------------- | -------- |
| Украинский | 4658              | 12,51 %  |
| Русский    | 32 458            | 87,17 %  |
| Другое     | 121               | 0,32 %   |
| Итого      | 37 237            | 100,00 % |

## Экономика
- Авдеевский коксохимический завод
- Завод железобетонных конструкций
- Завод «Стройдеталь»
- Авдеевский экспериментальный завод нестандартного оборудования
- Завод металлоконструкций ЧАО «АЗМК»
- Керамический завод
- Карьероуправление
- Производства швейных и галантерейных изделий
- Строительно-монтажное управление «Донкоксохимстрой»

Основная часть трудоспособного населения (более 70 %) задействована в промышленности.

## Транспорт
- Железнодорожная станция.
- городской трамвай (работал с 1965 по 2017 год)

## Инфраструктура и достопримечательности
- Дворец культуры ЧАО «АКХЗ».
- Центральная городская площадь.
- Бульвар имени Шевченко.
- Стадион «Химик» (Молодёжная улица).
- Линейная поликлиника станции Авдеевка (улица Чистякова).
- Голубые озёра, песчаный карьер.
- Красное озеро.
- Кафе «Бревно».
- Кафе «Барокко».
- Магазин «Каравай».
- Парк железнодорожников.
- 7-я школа.
- «АТБ».
- «Разукрашка».

## Микрорайоны и части города
- Посёлок Химик (четырёх-, пяти- и девятиэтажная застройка):
  - 9 квартал 17[прояснить];
  - квартал Юбилейный;
  - квартал Строителей;
  - бульвар им. Т. Г. Шевченко;
- старая часть города — частный сектор;
- Авдеевская промзона.

## Религия

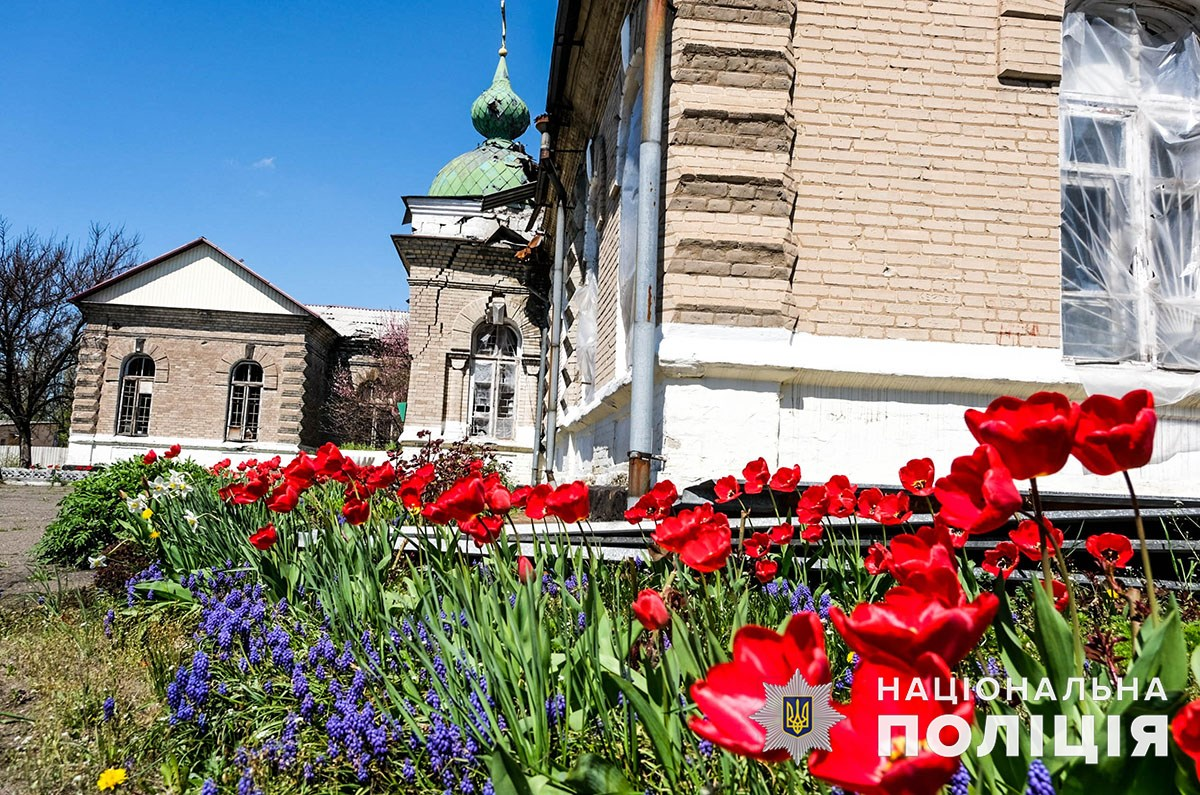
Церковь святого Николая в Авдеевке (2023)

В Авдеевке расположен центр Авдеевского благочиния Донецкой епархии Украинской православной церкви Московского патриархата — храм в честь Святого Архистратига Божия Михаила, а также другие храмы, входящие в это благочиние: два Свято-Николаевских, Святой равноапостольной Марии Магдалины, Свято-Лукинский.
Также в городе находится протестантская церковь «Пробуждение», относящаяся к союзу eвангельских христиан-баптистов.